# Konrad II Salicki

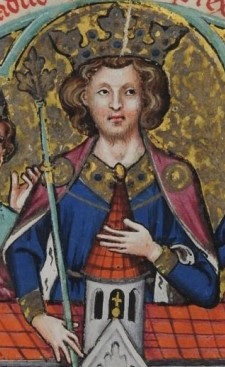
Konrad II Salicki

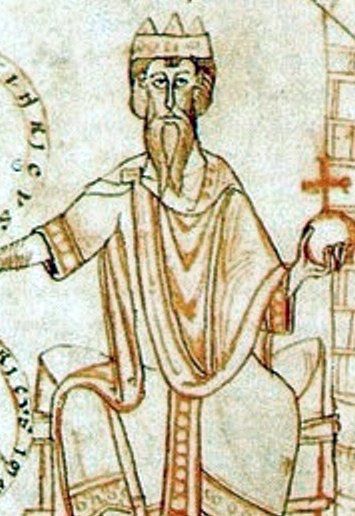
Wizerunek Konrada II z ok. 1130 roku

Konrad II (Konrad Starszy) (ur. ok. 990, zm. 4 czerwca 1039 w Utrechcie) – król państwa wschodniofrankijskiego od 1024, król Włoch od 1026, cesarz rzymski od 1027, król Burgundii od 1032. Pierwszy władca niemiecki z dynastii salickiej. Konrad kontynuował działania swojego poprzednika Henryka II dążąc do powiększenia potęgi Rzeszy. Starał się o wzrost znaczenia niemieckiego Kościoła i równocześnie unikał konfliktu z papieżem. Mimo kilku buntów jego władza nigdy nie była poważnie zagrożona. Konrad zabezpieczył północne i wschodnie granice Rzeszy częściowo poprzez ustępstwa terytorialne. Przyłączając Burgundię powiększył terytorium państwa.

## Życiorys

### Młodość
Konrad był synem Henryka ze Spiry i hrabiny Adelajdy z Metzu. Aż do wyboru na króla nie był osobą znaczącą, chociaż był wnukiem zmarłego w 1004 r. księcia Karyntii Ottona, który był wnukiem cesarza Ottona I. Posiadał tylko niewielką część rodowych posiadłości, nie miał tytułu książęcego, a nawet jego tytuł hrabiowski jest wątpliwy. Przyczyna leżała w tym, że jego ojciec Henryk zmarł przed jego dziadkiem Ottonem ok. 995 r. i z tego powodu większość dóbr przypadła jego stryjowi Konradowi, młodszemu bratu ojca i późniejszemu księciu Karyntii, który był ojcem Konrada Młodszego konkurenta do tronu w 1024 r.
Krótko po objęciu stolicy biskupiej w Wormacji w 1000 r. biskup Burchard zajął się kształceniem Konrada. Stało się tak pomimo napiętych stosunków pomiędzy księciem Karyntii a biskupem. Nauka obejmowała myślistwo, władanie bronią, prawo i umiejętności administracyjne. Relacja Wipona świadczy, że Konrad był niemal analfabetą i nie znał łaciny.

### Małżeństwo z Gizelą Szwabską
Pod koniec 1016 r. lub na początku 1017 r. Konrad poślubił dwukrotnie owdowiałą Gizelę Szwabską, córkę księcia szwabskiego Hermana II. Gizela była przyszłą dziedziczką księstwa Szwabii i miała roszczenia do Królestwa Burgundii. Istnieje przypuszczenie, że Gizela została uprowadzona, ale opiera się ono na nielicznych i mało wiarygodnych źródłach. Małżeństwo było niekanoniczne, ponieważ Gizela była bliską krewną (ciotką) Konrada. Pisze o tym Thietmar (Chronik, VII. 63), nie wspominając równocześnie o uprowadzeniu.
Historycy sądzą, że poprzez małżeństwo Gizela chciała wzmocnić swoje prawa do księstwa Szwabii i Królestwa Burgundii. W chwili ślubu miała ona, podobnie jak Konrad, 26 lub 27 lat, i była matką trzech synów i być może córki. W pierwszym roku małżeństwa Gizela urodziła, 28 października 1017 r., syna Henryka. Dwie młodsze siostry Beatrycze i Matylda zmarły w wieku 16 i 9 lat. Beatrycze zmarła jako niezamężna i bezdzietna 26 września 1036 r., Matylda w 1034 r. jako żona króla Francji Henryka I, oczywiście także bezpotomnie.
Pomiędzy 1017 a 1019 r. Konrad dwukrotnie uwikłał się w spory pomiędzy swoimi krewnymi a zwolennikami cesarza Henryka II. Przyczyny nie są znane. W 1017 r. Konrad został ranny. Utracił łaskę monarchy i prawdopodobnie został wygnany. Wkrótce jednak odzyskał zaufanie władcy i kwietniu lub maju 1020 r. był świadkiem układu zawartego pomiędzy Henrykiem II a papieżem.

### Wybór na króla
Henryk II zmarł 13 lipca 1024 r. w Grona koło Getyngi jako ostatni z Ludolfingów. Jako kandydaci do korony wystąpili Konrad Starszy i jego kuzyn także Konrad. Po dwumiesięcznym bezkrólewiu przystąpiono do wyboru następcy 4 września w Kamba, miejscowości nad Renem pomiędzy Wormacją a Moguncją. Brak jest szczegółowych informacji o przebiegu wyborów, ale można przyjąć, że decyzja o wyborze Konrada Starszego zapadła już wcześniej. Elekcji przewodniczył arcybiskup Moguncji Aribo, który jako pierwszy zagłosował za Konradem Starszym. Jego rywal wkrótce wycofał się i zagłosował na Konrada Starszego. Elekcja była więc jednogłośna. Lotaryńscy krewni Konrada Młodszego i arcybiskup Kolonii po jego rezygnacji nie wzięli udziału w wyborach i odjechali. Elekcję zatwierdziła królowa Kunegunda przekazując klejnoty koronne.
Kilka dni później, 8 września 1024 r., w katedrze mogunckiej Konrad został namaszczony i koronowany przez Aribo. Arcybiskup odmówił z niezrozumiałych powodów koronowania Gizeli Szwabskiej, co spowodowało utratę prawa koronacji przez zwierzchników diecezji mogunckiej. Jest to tym bardziej niezrozumiałe, że po wyborze Konrad mianował Aribona kanclerzem Włoch podporządkowując tym samym arcybiskupowi mogunckiemu nie tylko niemiecką, lecz także włoską kancelarię.
W każdym razie sytuację wykorzystał arcybiskup Kolonii Pilgrim, któremu prawo koronacji przyznał papież, i 13 dni później 21 września 1024 r. koronował Gizelę w Kolonii.

### Początek panowania i objazd ziem
Po wyborze niezbędny okazał się objazd państwa, gdyż nie wszystkie jego części złożyły nowemu władcy hołd. Dotyczyło to m.in. Saksonii, Lotaryngii i arcybiskupstwa Kolonii. Po wspomnianej koronacji Gizeli król odjechał do Akwizgranu, gdzie zasiadł na tronie Karola Wielkiego ukazując się jako kontynuator karolińskiej tradycji. Nie doszło natomiast do hołdu Lotaryngii. Nastąpił on dopiero rok później podczas Bożego Narodzenia.
Na początku listopada Konrad przez Lüttich i Nimwegen pojechał do Saksonii. Równocześnie trwały rokowania z możnymi Saksonii w sprawie warunków hołdu. Przez Vreden król pojechał do Dortmundu, gdzie na początku grudnia odbył się Hoftag. Boże Narodzenie spędził w Minden, gdzie zwołał landtag, na który przybyli możni Saksonii. Konrad zagwarantował im prawa, a Sasi złożyli hołd.
Dalsze etapy objazdu to Paderborn (ok. Nowego Roku), Hildesheim (początek stycznia 1025 r.), Hildesheim (połowa stycznia), Goslar, gdzie sprawował sądy, Gandersheim, Goslar, Halberstadt i Quedlinburg. Pod koniec stycznia 1025 r. Konrad przybył nad Łabę i 2 lutego przyjął w Magdeburgu kolejne hołdy. 8 lutego przebywał w Magdeburgu, a 2 marca w Wallhausen.

#### Objazd przez Frankonię, Bawarię i Szwabię
Następnym celem Konrada była Frankonia. Po drodze zatrzymał się w Grone, gdzie załagodził spór w klasztorze Gandersheim. W Fuldzie król przyjął hołdy, a Wielkanoc (18-23 kwietnia) spędził w Augsburgu.
Kolejne hołdy władca przyjął w Ratyzbonie. Pobyt w Bawarii trwał tylko kilka dni. Przez Bamberg Konrad przybył do Konstancji, gdzie spędził Zielone Święta 6 czerwca. Zwołał tam landtag i spotkał się tam z arcybiskupem Mediolanu Aribertem i delegacją mieszkańców Pawii. Arcybiskup złożył mu hołd i obiecał koronować na króla Włoch.
W połowie czerwca przez Zurych i Bazyleę, gdzie uspokoił rozruchy pojechał do Strasburga, gdzie w połowie lipca zakończył objazd.

### Konrad królem Longobardów i cesarzem
W przeciwieństwie do terenów na północ od Alp, we Włoszech po śmierci Henryka doszło do niepokojów i prób uniezależnienia się od rzeszy.

#### Niepokoje w Pawii
Po wiadomości o śmierci Henryka II mieszkańcy Pawii zniszczyli leżące w mieście palatium cesarskie. Na wspomnianym landtagu w Konstancji delegaci Pawii wręczyli Konradowi cenne podarunki licząc na zyskanie przebaczenia. Monarcha odpowiedział im, że zniszczyli nie własność króla, ale państwa i dlatego król jest zobowiązany ten czyn ukarać.

#### Powstania w Italii i Szwabii
W czasie gdy Konrad objeżdżał północne części Rzeszy, kilku książąt północnowłoskich oraz książę Akwitanii Wilhelm V Wielki usiłowało koronować się na króla Włoch.
Na początku 1026 r. Konrad pojechał do Mediolanu, gdzie zapewne w marcu arcybiskup Aribert koronował go na króla Włoch. Po pokonaniu opozycji miast pojechał do Rzymu, gdzie wraz z żoną 26 marca 1027 r. został przez papieża Jana XIX koronowany na cesarza. W tym czasie zmarł książę bawarski Henryk V i cesarz przez rok był księciem Bawarii jako Konrad I. Później nadał księstwo swojemu synowi. W 1038 r. Henryk został także księciem Szwabii. W ten sposób niemal wszystkie księstwa były rządzone przez cesarskiego syna.
Konrad wydał nowe konstytucje dla Lombardii i potwierdził prawa zwyczajowe w Saksonii. W 1028 r. polecił koronować swojego syna w Akwizgranie. Henryk poślubił w 1036 r. Gunhildę duńską córkę Kanuta Wielkiego. Małżeństwo uzgodniono już 10 lat wcześniej, gdy Konrad oddał Kanutowi administrację północnej części Niemiec. Henryk został najważniejszym doradcą ojca.
Pasierb Konrada, książę szwabski Ernest II rozpoczął bunt, uważając swoje roszczenia do Burgundii za zagrożone. W 1030 r. bunt ten zakończył się wraz ze śmiercią księcia w walce z ludźmi biskupa Konstancji.

### ZdobycieKrólestwa Burgundii
Król Burgundii Rudolf II zmarł 2 lutego 1032 r. Na mocy układu zawartego z cesarzem Henrykiem II jego państwo odziedziczył Konrad II. Wkrótce w Burgundii wybuchł bunt. Zimą 1033 r. Konrad II przystąpił do akcji nie odnosząc sukcesu. W tej sytuacji zawarł sojusz z królem Francji Henrykiem I i ponownie zaatakował w 1034 r. odzyskując kontrolę nad krajem. Książęta złożyli mu hołd i 1 sierpnia 1034 r. koronował się w Genewie na króla Burgundii. Wprawdzie Konrad już 2 lutego 1033 r. w Payerne został koronowany, ale akt ten nabrał mocy dopiero po hołdzie. Jesienią 1038 r. cesarz polecił koronować na króla Burgundii swojego syna Henryka.

### Druga wyprawa włoska
W 1037 r. Konrad II ponownie wyprawił się do Włoch, gdzie wybuchło powstanie drobnych wasali tzw. valvassorów przeciwko wielkim feudałom. Wbrew dotychczasowej polityce władców niemieckich, którzy popierali wielkich wasali, Konrad poparł valvasatorów i przyznał im nienaruszalność ich lenn i prawo do ich dziedziczenia.

### Śmierć
Zmarł 4 czerwca 1039 r. w Utrechcie na dnę moczanową. Jego wnętrzności pochowano w Utrechcie, a zwłoki w Spirze.

### Biografie
- Harry Breßlau, Jahrbücher des Deutschen Reichs unter Konrad II. Erster Band, 1024–1031, 1879, ND 1967
- Harry Breßlau, Jahrbücher des Deutschen Reichs unter Konrad II. Zweiter Band, 1032–1039, 1884, ND 1967
- Franz-Reiner Erkens, Konrad II. (um 990-1039); Herrschaft und Reich des ersten Salierkaisers. Pustet, Regensburg 1998. ISBN 3-7917-1604-2
- Werner Trillmich, hrsg. aus dem Nachlass des Verfassers von Otto Bardong, Kaiser Konrad II. und seine Zeit, Europa-Union-Verlag, Bonn 1991.
- Herwig Wolfram, Konrad II. 990 – 1039; Kaiser dreier Reiche. Beck, München, 2000. ISBN 3-406-46054-2
- Herwig Wolfram, Konrad II., in: Bernd Schneidmüller/Stefan Weinfurter (Hrsg.): Die deutschen Herrscher des Mittelalters, Historische Porträts von Heinrich I. bis Maximilian I., Verlag C.H. Beck, München 2003, S. 119-135 und 571f. (Bibliografie). ISBN 3-406-50958-4
- Wipon, Chwalebne czyny cesarza Konrada II, przeł. Ewa Milkamanowicz, UNIVERSITAS, Kraków 2005, ISBN 83-242-0498-9

### Inne opracowania
- Egon Boshof, Die Salier, 4. Aufl., Verlag W. Kohlhammer, Stuttgart u.a. 2000, S. 32-91. ISBN 3-17-016475-9
- Hagen Keller, Zwischen regionaler Begrenzung und universalem Horizont. Deutschland im Imperium der Salier und Staufer 1024-1250 (Propyläen Geschichte Deutschlands 2), Berlin 1986
- Hans K. Schulze, Hegemoniales Kaisertum. Ottonen und Salier (Siedler Deutsche Geschichte), Taschenbuchausgabe, Berlin 1998, S. 328ff. ISBN 3-442-90565-6
- Georg Weber, Geschichte des Mittelalters, neu überarbeitet von Alfred Baldamus, Ernst Lehmann, Richard Friedrich. ISBN 3-932412-47-8
- Słownik władców Europy średniowiecznej, Warszawa 1998 ISBN 83-86138-50-5